# Финансијска компензација
Компензација као вид плаћања користи се у случају недостатка девизних средстава, тада се врши размена робе за робу и новац се појављује искључиво као мера вредности. Уколико је у компензацији укључено више учесника, односно домаћих предузећа, тада предузеће очекује учесника који ће поднети захтев за одобрење посла као и начин измиравања обавеза.